# スプリウス・ポストゥミウス・アルビヌス (紀元前186年の執政官)
スプリウス・ポストゥミウス・アルビヌス（ラテン語: Spurius Postumius Albinus、- 紀元前180年）は、紀元前2世紀初頭の共和政ローマの政務官。紀元前186年に執政官（コンスル）を務めた。

## 出自
アルビヌスはパトリキ（貴族）であるポストゥミウス氏族の出身である。ポストゥミウス氏族はローマで最も有力な氏族の一つで、共和政ローマ建国5年目の紀元前505年にはプブリウス・ポストゥミウス・トゥベルトゥスが氏族最初の執政官に就任しており、その後も多くの執政官を出してきた。
カピトリヌスのファスティによると、父のプラエノーメン（第一名、個人名）はルキウス、祖父はアウルスである。父ルキウスは執政官に三度選出され、三度目の就任前にガリア人との戦いで戦死したルキウス・ポストゥミウス・アルビヌス、兄は紀元前194年のクァエストル（財務官）ルキウス・ポストミウス・ティンパヌスと考えられている。

## 経歴
紀元前191年、ティトゥス・リウィウスはこの年のアエディリス（按察官）を書き残していないが、上級按察官を務めた可能性がある。
紀元前189年、プラエトル（法務官）を務めている。このときに首都法務官と外国人担当法務官の双方を担当することになったが、外国人担当の方は後にクィントゥス・ファビウス・ピクトルが引き継いた。この年の執政官であるグナエウス・マンリウス・ウルソとマルクス・フルウィウス・ノビリオルはバルカン半島に外征していたので、実質的にローマ市の責任者であった。プラエトルのルキウス・バエビウス・ディウェスがヒスパニア・ウルテリオルに赴任する途中リグーリア人に襲撃され死亡すると、プロプラエトルとしてエトルリアを管理していたプブリウス・ユニウス・ブルトゥスをヒスパニア・ウルテリオルに配置換えする元老院決議が行われ、そのことを伝達している。
紀元前186年、プレプス（平民）のクィントゥス・マルキウス・ピリップスと共に執政官に就任した。就任直後にバッカス祭事件の調査をしなければならなかった。ローマや他のイタリア都市で、バッカス教の信者が増えていたが、バッカス祭に乗じて「男女の乱交に限られたものではなく、虚偽の証人、印鑑や遺言書の偽造、虚偽の情報提供、さらには家族の毒殺や殺人も行われていた」とも伝わる。元老院はこれを重大な脅威とみなし、両執政官に調査を要求したため、二人はローマに留まって犯罪に関与したバッカス教信者を処刑し、罪を犯していないものも拘束した。リウィウスは数千の信者がいたとするが、結局7000人以上が処分されたという。
両執政官ともにリグリアでの戦争を指揮することになっていたが、この事件のため、出征したかは不明である。古代の資料にはピリップスのリグリアでの活動が記録されているのみである。年末にアルビヌスとピリップスは翌年の公職選挙を監督したが、いとこであるアウルス・ポストゥミウス・アルビヌス・ルスクスとルキウス・ポストミウス・テンプサヌスがプラエトルに当選した。
紀元前184年、死去したグナエウス・コルネリウス・レントゥルスに代わってアウグル（鳥占官）に就任した。ポストゥミウス氏族でアウグルとなったのは、彼が初めてであった。
紀元前180年、疫病で死亡した。彼の法務官と執政官就任の日付に基づき、研究者たちはアルビヌスがその時50歳を超えていなかったと考えている。後任アウグルは、大スキピオの子が務めた。

## 子孫
ルキウス・ポストゥミウス・アルビヌス (紀元前154年の執政官)は息子だと考えられている。

## 参考資料

### 古代の資料
- カピトリヌスのファスティ
- ティトゥス・リウィウス『ローマ建国史』

### 研究書
- Broughton R. Magistrates of the Roman Republic. - New York, 1951. - Vol. I. - P. 600.
- Münzer F. Postumius // Paulys Realencyclopädie der classischen Altertumswissenschaft . - 1953. - Bd. XXII, 1. - Kol. 891-893.
- Münzer F. Postumius 42 // Paulys Realencyclopädie der classischen Altertumswissenschaft . - 1953. - Bd. XXII, 1. - Kol. 918-920.
- Münzer F. Postumius 44 // Paulys Realencyclopädie der classischen Altertumswissenschaft . - 1953. - Bd. XXII, 1. - Kol. 921-923.